# Cối xay thóc

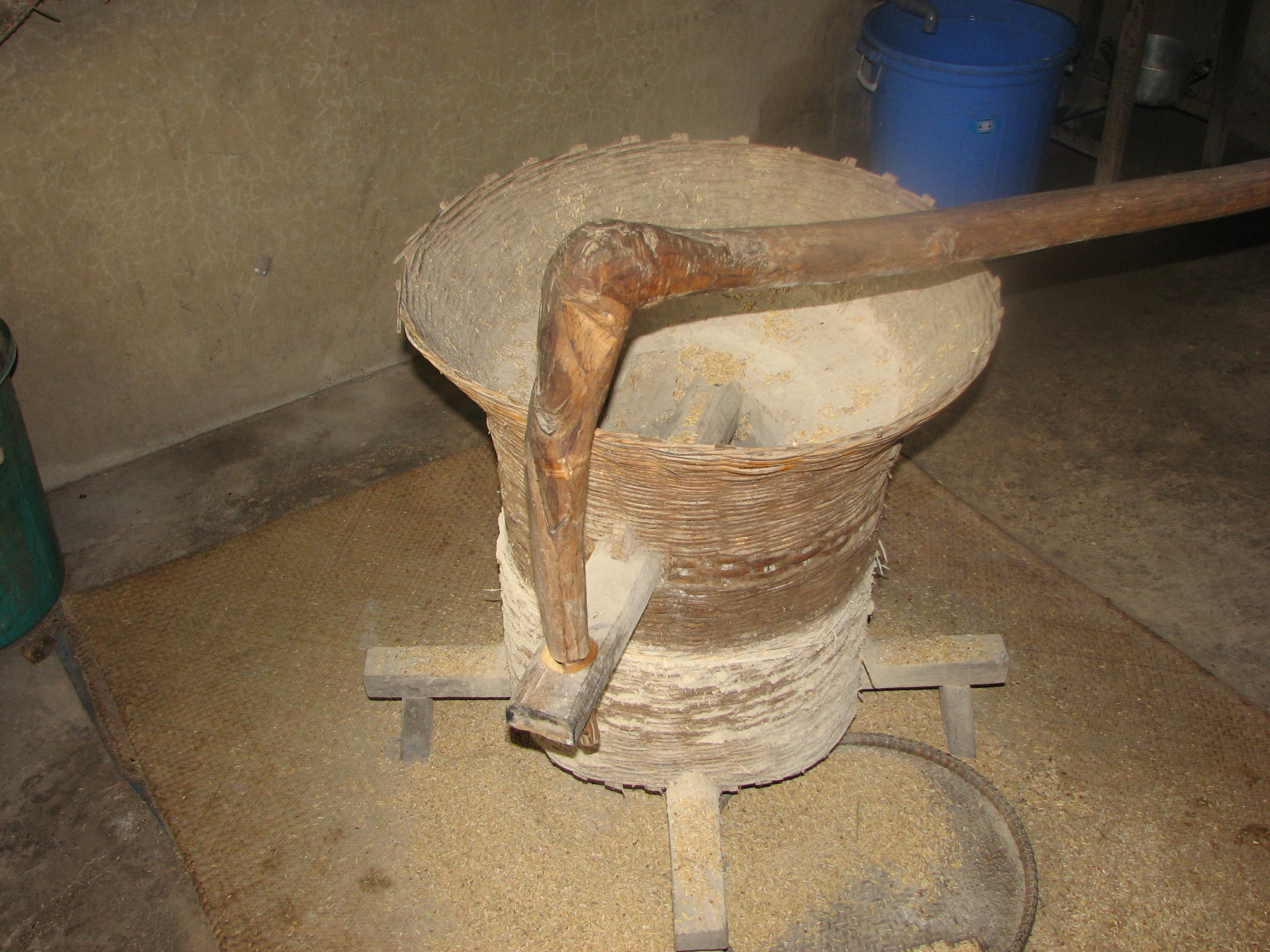
Cối xay thóc

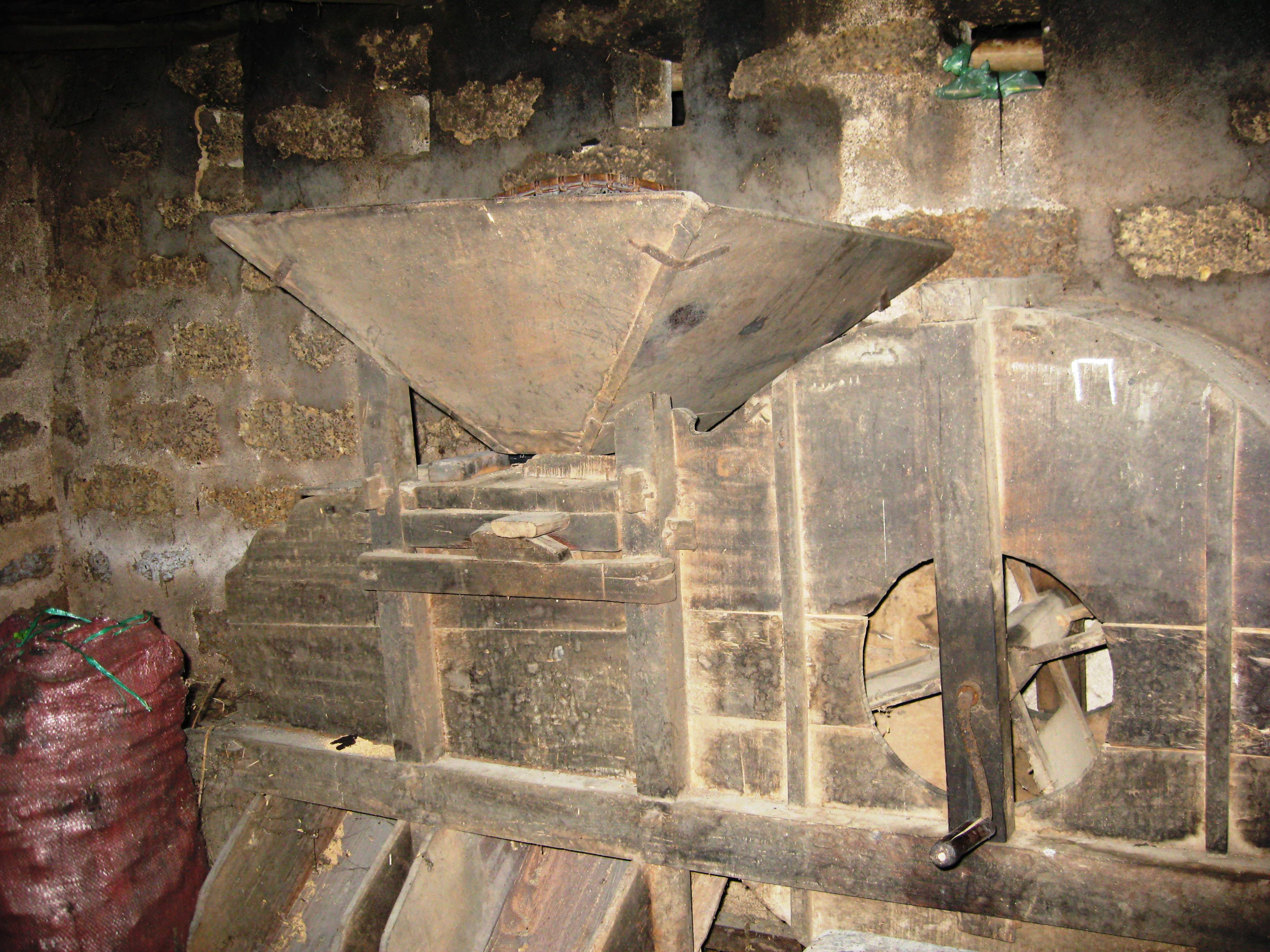
Một chiếc máy xay xát kiểu cổ ở Đà Nẵng

Cối xay thóc là dụng cụ nhà nông dùng để bóc vỏ hạt thóc, tách trấu ra khỏi hạt gạo. Cối xay thóc còn được gọi là cối xay lúa. Cối xay thóc truyền thống, gồm một thớt trên và một thớt dưới (theo cách gọi dân dã). Thớt bên dưới cố định, thớt bên trên bên trong trát đất, khoét hình chảo lõm, có thể quay tròn theo một trụ (trục), gọi là ngõng cối, nằm cố định ở giữa thớt dưới, ngõng cối có thể được làm bằng gỗ hoặc sắt. Phần thớt trên có một tràng xay, còn gọi là tay quay, khi xay nó được lắp vào một bên tai cối. Cối được đặt trên một chiếc giá tre có 4 chân. Cối xay thóc ngày nay ít được sử dụng vì được thay thế bằng các loại máy xay công nghiệp có hiệu suất cao hơn.

## Đóng cối
Người thợ đóng cối gọi là phó cối. Vật liệu dùng đóng cối:tre để đan 2 thớt cối (thớt trên và thớt dưới),làm tai cối.gỗ làm "ngõng cối" và dăm cối(bằng gỗ nhãn già). Tre chẻ nhỏ thành nan để đan thân cối. Gỗ, thường dùng nhãn, [ cưa khúc ngắn chẻ làm dăm theo thớ dọc, sao cho dăm thật dóc, không tướp, cứng nhưng không giòn, đem phơi khô đủ độ. Đất sét vàng hoặc xanh,nhào thật nhuyễn dùng để đắp phần mặt cối của cả thớt trên và thớt dưới. Khi phần thịt cối (mặt cối) bằng đất sét đã được đắp nện bám chắc vào vỏ áo cối, gắn trục quay và tai cối, mới đến khâu chêm dăm cối. Đây là phần khó và tỉ mỉ nhất thể hiện tay nghề của phó cối. 
Khi chêm phải chia mặt cối theo hàng lối và phải tạo thành chiều quay thuận của cối,(lúc quay cối thì hạt thóc bị bóc trấu,trấu cùng hạt gạo được đẩy ra ngoài) Toàn bộ dăm cối phải nằm trên mặt phẳng, khi đất được đóng dăm chưa khô,phải dùng "sảm"-làm bằng gỗ hoặc gốc tre già,lèn cho chặt dăm cối lại.Đóng cối xong để cho đất khô trắng là dùng được. Để đóng được một cái cối mới, một phó cối thường phải làm việc một ngày(ít khi hơn).Nếu buổi chiều mới đóng, phó cối người xứ xa thì phải lưu lại nhà gia chủ, được thết đãi thịnh soạn hơn ngày thường vì gia chủ luôn mong muốn có một cái cối tốt.Thường một bộ vỏ cối đan bằng tre dùng được vài lần,không phải lần đóng cối nào cũng phải thay vỏ của thớt cối.

## Trong văn hóa
- câu đố:

Không răng mà cắn nát nhừ
Miệng to họng nhỏ từ từ nuốt vô
Bụng không có chỗ chứa đồ
Cho nên em phải đổ ra liên hồi.
- Thành ngữ:

Gà què ăn quẩn cối xay.
- Chê cô gái đoảng:

"Bánh đúc cô nếm nồi ba
Mía re tráng miệng một vài trăm cây.
Giã gạo vú chấm đầu chày
Xay thóc một ngày được một đấu  ba"
- Thơ mới:

Sáng đứng đỉnh Côn Sơn
Hương đồng thơm trong túi
Chiều xay thóc góc nhà
Tóc lại bay gió núi...
- Thơ mới

Cuộc đời người phó cối
Giản dị, đẹp biết bao
Một túi dăm khô
Một vài cái vồ
Và cái cưa cắp nách
.......
Trách anh mải chơi:
Ngày thì còn mải đi chơi
Tối lặn mặt giời đổ thóc ra xay.